# 1625
1625 (MDCXXV) je bilo navadno leto, ki se je po gregorijanskem koledarju začelo na sredo, po 10 dni počasnejšem julijanskem koledarju pa na soboto.

## Dogodki
- Francija ustanovi manjše naselbine na Malih Antilih.

## Rojstva
- 8. junij - Giovanni Domenico Cassini I., italijansko-francoski matematik, astronom, inženir († 1712)
- 13. avgust - Rasmus Bartholin, danski znanstvenik in zdravnik, († 1698)

## Smrti
- 7. marec - Johann Bayer, nemški astronom (* 1572)